# ریچارد مانوئل
ریچارد مانوئل (انگلیسی: Richard Manuel; ۳ آوریل ۱۹۴۳ – ۴ مارس ۱۹۸۶) آهنگساز، خواننده و پیانونواز اهل کانادا بود. او بین سال‌های ۱۹۵۷ تا ۱۹۸۶ میلادی فعالیت می‌کرد و بیشتر به عنوان خواننده اصلی، پیانیست و گاه درامر گروه موسیقی روتس راکِ د بند شناخته می‌شود.
او در سال ۱۹۸۶ در حال مستی خود را به دار آویخت.